# Acanthobunocephalus
Acanthobunocephalus is een monotypisch geslacht van straalvinnige vissen uit de familie van de braadpan- of banjomeervallen (Aspredinidae).

## Soort
- Acanthobunocephalus nicoi Friel, 1995